# Symplocos turrilliana
Symplocos turrilliana är en tvåhjärtbladig växtart som beskrevs av A. C. Smith. Symplocos turrilliana ingår i släktet Symplocos och familjen Symplocaceae. Inga underarter finns listade i Catalogue of Life.